# Bruceina
Bruceina là một chi ốc biển, là động vật thân mềm chân bụng sống ở biển trong họ Calliostomatidae.

## Các loài
Các loài trong chi Herbertina gồm có:
- Herbertina cognata Marshall, 1988[2]
- Herbertina eos Marshall, 1988[3]
- Herbertina hayesi Herbert, 1995[4]